# Mic Michaeli
Pour les articles homonymes, voir Michaeli.

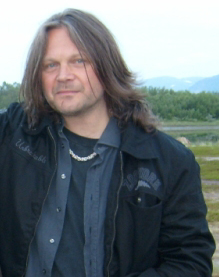
Michaeli en 2008

Mic Michaeli (de son vrai nom : Gunnar Mathias Michaeli) est un claviériste de rock suédois né le 11 novembre 1962 à Upplands Väsby. Il est surtout connu pour sa participation au groupe de rock suédois Europe.

## Biographie
Mic Michaeli a grandi dans la banlieue de Stockholm et a joué dans diverses bandes locales de rock telles que Avalon. Quand Europe part en tournée pour promouvoir son deuxième album Wings of Tomorrow, Mic Michaeli est recruté pour jouer du clavier dans le groupe, pour permettre à Joey Tempest d'être plus libre sur scène. Mic participe à l'écriture en 1986 de certaines chansons de l'album The Final Countdown, album qui eut un succès mondial. Il est ainsi coauteur avec Joey Tempest de la chanson Carrie (en), le plus grand succès du groupe aux États-Unis, et qui se classe troisième au Billboard Hot 100 chart.
Après le break d'Europe en 1992, Mic Michaeli continue de jouer avec Glenn Hughes, et dans des bandes telles que Brazen Abbot ou Last Autumn's Dream. On peut noter aussi d'innombrables collaborations sur des projets entre 1990 et 2000 (plus récemment Dream de Nostradamus de Nik Kotzev et le dernier Autumn's dream). Lorsque Europe se reforme en 2004, il décide de les rejoindre.
Mic a également coécrit certaines chansons des derniers albums de Europe Start from the Dark, Secret Society, Last Look at Eden et Bag Of Bones.

## Discographie

### Europe
- The Final Countdown (1986)
- Out of This World (1988)
- Prisoners in Paradise (1991)
- Start from the Dark (2004)
- Secret Society (2006)
- Last Look at Eden (2009)
- Bag of Bones (2012)
- War of Kings (2015)

### Autres artistes
- Tone Norum - One of a Kind (1986)
- Glenn Hughes - From Now On... (1994)
- Glenn Hughes - Burning Japan Live (1994)
- Brazen Abbot - Live and Learn (1995)
- Brazen Abbot - Eye of the Storm (1996)
- Brains Beat Beauty - First Came Moses, Now This... (1997)
- Brazen Abbot - Bad Religion (1997)
- Thore Skogman - Än Är Det Drag (1998)
- Nikolo Kotzev - Nikolo Kotzev's Nostradamus (2001)
- Brazen Abbot - Guilty as Sin (2003)
- Last Autumn's Dream - Last Autumn's Dream (2003)
- Bosses Vänner - Läget? (2007)
- John Norum - Play Yard Blues (2010)

## Instruments notables
Roland Fantom X7
Nord Lead
Nord Electro
Korg Triton Extreme 76
Hammond C3
Roland MKS-80 Super Jupiter
Ensoniq Mirage
Yamaha SY77
Roland D-50
Roland JX-8P 
Roland AXIS 
Yamaha KX76 
Korg CX-3 
Yamaha TX816